# Lucea
Lucea – miasto na Jamajce w hrabstwie Cornwall. Stolica regionu Hanover. Dawniej znaczący port spedycji cukru trzcinowego, na początku XXI wieku bananów i melasy. 

## Zabytki
- Fort Charlotte, nazwanego na cześć Charlotty królowej Wielkiej Brytanii, żony Jerzego III[2];
- XIX-wieczny budynek sądu.